# 米德奈特 (密西西比州)
米德奈特（英語：Midnight）是位於美國密西西比州漢弗萊斯縣的非建制地區。

## 歷史
米德奈特的郵局自1897年營運至今。

## 地理
米德奈特所處的海拔為高於海平面34米（即112英呎），而該地所採用的時區為UTC-6，即北美中部時區（CST）。同時該地設有夏令時間，為UTC-6調快一小時，即UTC-5（CDT）。